# 顯性院
顯性院（1604年—1635年7月24日），是江戶時代初期的一位女性。她是真田信繁（真田幸村）的五女，最初為出羽龜田藩第二代藩主岩城宣隆的側室，後來成為其正室。本名為直（なほ）或田（でん），也被稱作御田姬（おでんひめ）或御田之方（おでんのかた）。「顯性院」是她的院號。
她的兒子是岩城重隆。同母弟為三好幸信，後來成為養子。此外，她還有包括真田幸昌在內的10位異母兄弟姐妹。

## 生平
她於慶長9年（1604年）出生在紀伊國的九度山（今和歌山縣九度山町），父母是真田信繁與豐臣秀次的女兒隆清院。然而，另有不同說法，認為她的出生年份不詳，並據傳可能出生於信濃國。
在大坂之戰中，父親真田信繁戰死後，於寬永4年（1627年）左右成為出羽國久保田藩佐竹家家臣、藩主佐竹義宣的親弟弟多賀谷宣家（後改名為岩城宣隆）的側室。翌年寬永5年（1628年）1月17日，她在檜山誕下宣家的嫡長子庄次郎（即岩城重隆）。同年8月，因宣家的侄子岩城吉隆（佐竹義隆）成為兄長佐竹義宣的養嗣子並繼承家督，宣家則繼承岩城家並成為龜田藩主，改名為岩城宣隆。此時，御田姬由側室升為正室，隨之進入檜山久保田城下的龜田藩邸。
御田姬除了育有嫡子重隆外，還生下次子岩城隆家以及一名女兒（寂寥院）。她親自撫養重隆，並在龜田以良妻賢母的形象享有盛名。
寬永6年（1629年），她為祭奠真田家歷代先祖、父親真田信繁及曾祖母日秀尼的靈位，在久保田城下創建了日蓮宗的妙慶寺（秋田縣由利本莊市）。後來，她將妙慶寺遷至龜田城下，並捐贈80石作為寺領。寺內至今仍保存著信繁的供養塔。此外，她還召來同母弟幸信，使其仕於岩城家，並將他收為養子。
寬永10年（1633年），當時年僅6歲的庄次郎前往江戶時，她隨行陪伴，並對他進行嚴格的教育，包括讀寫、武藝及禮儀的培養。
寬永12年（1635年）6月11日，她在江戶柳原的龜田藩邸辭世，享年32歲。其法名為「顯性院殿妙光日信大姊」。墓地分別位於江戶（今東京都台東區）的善慶寺以及龜田的妙慶寺。
大坂之戰後的動向
根據妙慶寺等地的傳說，顯性院在大坂之戰後成為宣隆妻室的經過如下所述:
慶長19年（1614年），御田姬隨父親信繁進入大坂城，與母親隆清院一同居於大坂城下。然而，在大坂夏之陣前兩個月，懷有身孕的隆清院帶著年僅12歲的御田姬逃往京都。母女倆最初投靠嵯峨野的曾祖母瑞龍院日秀尼。然而，大坂城陷落後，殘黨的追捕愈加嚴厲，隆清院前往姐姐嫁入的梅小路家避難，而御田姬則開始四處漂泊。最終，她被捕並押送至江戶，但因伯父真田信之的求情，僅受到輕微處罰，並被安排在江戶城的大奧擔任女中。
御田姬在大奧工作三年後，獲准返回京都。此時，隆清院在梅小路家生下男孩左馬之助(幸信)，隨後搬至米屋次郎兵衛的町屋，與左馬之助共同生活。
寬永3年（1626年）6月，將軍德川家光與大御所德川秀忠隨後水尾天皇的二條城行幸而上洛，期間佐竹義宣作為隨行人員進入京都，並由御田姬擔任二條城的給仕女。某日清晨，御田姬在後院與其他女僕一同進行薙刀訓練時，引起了義宣的注意。當義宣詢問田的身世後，得知她是真田信繁的遺孤，於是透過義宣的引薦，田最終成為了其弟宣家的側室。